# Jérôme Bindé
Jérôme Bindé is directeur van de Office of Foresight (Frans: Bureau de la prospective) van UNESCO en is lid van de Club van Rome.
Bindé schreef samen met Federico Mayor het rapport The World Ahead (2001) over de uitdagingen van de globalisering in de 21e eeuw.